# دیووک اوریگی
دیووک اوریگی (فرانسوی: Divock Okoth Origi‎) (متولد ۱۸ آوریل ۱۹۹۵) بازیکن فوتبال اهل بلژیک است که به صورت قرضی برای باشگاه ناتینگهام فارست بازی می‌کند.

## زندگی‌نامه
اوریگی کار خود را در لیل آغاز کرد و در سال ۲۰۱۳ در اولین دوره حرفه ای خود شروع کرد. یک سال و نیم بعد او قراردادی با ارزش ۱۰ میلیون پوندی با لیورپول امضا کرد، که او را برای فصل ۲۰۱۵–۲۰۱۴ به صورت قرضی به لیل واگذار کرد.
پس از تلاش در لیورپول به علت مصدومیت‌های مکرر به صورت قرضی به تیم وولفسبورگ رفت و یکسال نچندان بد را گذراند،
پس از پایان دوره قرضی اوریگی به لیورپول برگشت و در طول فصل ۲۰۱۹–۲۰۱۸ به باشگاه کمک زیادی کرد. پس از به ثمر رساندن گل پیروزی‌بخش در دربی مرسی‌ساید در ورزشگاه آنفیلد در دقایق پایانی بازی، با گلزنی در نیمه نهایی لیگ قهرمانان اروپا آن هم دو بار مقابل بارسلونا در بازی برگشت نیمه نهایی لیگ قهرمانان لیورپول را در مجموع ۴–۳ برنده مقابل بارسلونا راهی فینال کرد. اوریگی در فینال هم سال گل دوم تیمش مقابل تاتنهام به ثمار رساند تا قرمزهای بندر لیورپول غرق در شادی شوند.
زندگی شخصی
اوریکی در شهر اوستنده متولد شد و در Houthalen-Oost بزرگ شد. او به یک خانواده از فوتبالیست‌ها متولد شد. پدر او مایک اوریگی برای باشگاه فوتبال اوستنده (در زمانی که دیووک متولد شد) و باشگاه فوتبال خنک در میان دیگر باشگاه‌های بلژیکی و همچنین تیم ملی کنیا بازی کرد. عموی او، آستین اوودور، برای گور ماهیا در لیگ برتر کنیا بازی کرد، در حالی که عموهای دیگرش، جرالد و آنتونی، برای توسکر بازی کردند. پسر عموی او، آرنولد اورجیگ، همچنین یک بازیکن حرفه ای است که برای تیم ملی کنیا به عنوان دروازه‌بان محدود شده‌است. خانواده اوریگی از نژاد کنی لئو است.
اوریگی نخستین بازی خود را برای تیم ملی بلژیک در رده جوانان در سال ۲۰۱۴ انجام داد که در آن زمان جوانترین گلزن تاریخ جام جهانی بلژیک شد.

## گل‌زنی در فیناللیگ قهرمانان
اوریگی در زمان حضور در باشگاه لیورپول به عنوان ذخیره طلایی نیمکت تیم یورگن کلوپ شناخته می‌شد و گلزن‌ترین مهاجم عموماً نیمکت‌نشین باشگاه لیورپول بود. مهم‌ترین گل دوران بازیگری اوریگی در باشگاه لیورپول مربوط به فینال لیگ قهرمانان ۲۰۱۸-۲۰۱۹ بین تاتنهام و لیورپول بود. اوریگی در دقیقه ۸۷ با پاس گل جوئل ماتیپ موفق شد دروازه تاتنهام را باز کند.